# Bouchardina robisoni
Bouchardina robisoni е вид ракообразно от семейство Cambaridae.

## Разпространение
Видът е разпространен в САЩ (Арканзас).